# جووانینو گوارسکی
جیووانینو اولیویرو جوزپه گوارسکی (به ایتالیایی: Giovannino Oliviero Giuseppe Guareschi) (زاده ۱ مه ۱۹۰۸ در پارما – درگذشته ۲۲ ژوئیه ۱۹۶۸ در ایتالیا) نویسنده، روزنامه‌نگار، کاریکاتوریست و طنزپرداز ایتالیایی.

## زندگی
‌او در خانواده‌ای از طبقهٔ متوسّط در نزدیکی شهر پارمای ایتالیا به دنیا آمد. پس از ناکامی در تحصیلات دانشگاهی به مشاغل مختلف روی آورد تا این که سرانجام در ۱۹۲۹ سردبیر مجله‌ای فکاهی به نام کوریره امیلیانو را به عهده گرفت و در سال‌های ۱۹۳۶ تا ۱۹۴۳ سردبیری مجلهٔ فکاهی دیگری به نام برتولدو به عهدهٔ او گذاشته شد.
در طی جنگ جهانی دوم دولت موسولینی را مورد انتقاد قرار داد که همین انتقادات مشکلاتی را برایش فراهم آورد در همین دوران برادرش در جبههٔ روسیه مفقودالاثر شد و او شبی از ناراحتی مست کرد و تا صبح در خیابان‌ها عربده کشید و به فاشیست‌ها ناسزا گفت که موجب دستگیری او شد و مدت‌ها در بازداشتگاه‌های آلمانی‌ها به‌سر برد تا این که به سربازی رفت و به جبهه اعزام شد.
در سال ۱۹۴۳، هنگامی که ایتالیا با نیروهای متفقین پیمان متارکه جنگ را امضا کرد، او در جبههٔ شرقی بود و چون حاضر به همکاری با آلمان نشد دستگیر و تا پایان جنگ در اردوگاه اسرا در کشور لهستان به سر برد و توسط ارتش انگلیس آزاد شد. بعد از بازگشت به کشور به کاریکاتور روی آورد و البته پیش از آن حتی دست به کار دربانی و نگهبانی هم زده بود. به میلان رفت و ابتدا سردبیر هفته‌نامه «برتولدو» و سپس ناشر و سردبیر روزنامهٔ فکاهی «کاندیدو» شد و طنزهای سیاسی او مخاطبان بسیاری یافت. در ۱۹۵۰ با خلق دن‌ کامیلو شهرتی جهانی پیدا کرد.
در سال ۱۹۵۴ به اتهام افترا بازداشت شد. او نامه‌ای را انتشار داده بود که در آن از قول رهبر مقاومت ایتالیا د گاسپری که بعدها به نخست‌وزیری رسید، از متفقین خواسته شده بود رم را بمباران کنند. دادگاه او را به دوازده ماه زندان محکوم کرد اما به دلیل خوش‌رفتاری زودتر آزاد شد.
در ۱۹۵۶ وضع سلامتی‌اش وخیم شد و برای درمان به سوئیس رفت. در ۱۹۵۷ از سردبیری کاندیدو کناره گرفت، ولی هنوز در آن مجله مطلب می‌نوشت. سرانجام در ۱۹۶۸ در پی حملهٔ قلبی درگذشت.

### رمان
شوهر مدرسه‌ای، ترجمهٔ جمشید ارجمند، ۱۳۷۹، ناشر: کتاب پرواز
کارلوتا و عشق، ترجمهٔ جاهد جهانشاهی، ناشر: پاییز

### مجموعه داستان
دنیای کوچک دن کامیلو، ترجمهٔ جمشید ارجمند، ناشر: شرکت تهران فاریاب
دن کامیلو و پسر نا خلف، ترجمهٔ مرجان رضایی(۱۳۸۵)، ناشر: نشر مرکز
دن کامیلو بر سر دو راهی، ترجمهٔ مرجان رضایی، ناشر: نشر مرکز
دن کامیلو و شیطان، ترجمهٔ مرجان رضایی، ناشر: نشر مرکز
زندگی خانوادگی، ترجمهٔ منوچهر محجوبی (با نام «خانهٔ نینو»)

## در ایران
- منوچهر محجوبی در سال‌های اول دههٔ ۵۰ ه‍.خ سریالی از روی کتاب «زندگی خانوادگی» با همین نام برای رادیو تلویزیون ملی ایران ساخت.
- از روی کتاب شوهر مدرسه‌ای فیلمی به نام «نان، عشق و موتور ۱۰۰۰» به کارگردانی ابوالحسن داوودی و نویسندگی فیلم‌نامهٔ پیمان قاسم‌خانی ساخته شد. اگر چه بیش از ۳۰ سال از مرگ گوارسکی می‌گذرد و اثر او از شمول قانون حمایت از حقوق مؤلفین و مصنفین خارج شده، ولی در هیچ جای این فیلم اشاره ای به اقتباس داستان از اثر گوارسکی نشده‌است.
- کوروش نریمانی نمایشنامه‌ای برگرفته از شخصیت دن‌ کامیلو نوشت و کارگردانی کرد که روی صحنه رفت و جایزه‌ای تحت عنوان کارگردانان زیر چهل سال به او اهدا شد.